# 加蒂科
加蒂科（義大利語：Gattico），是意大利诺瓦拉省的一个市镇。总面积16.14平方公里，人口3375人，人口密度209.1人/平方公里（2009年）。ISTAT代码为003071。